# Syzygium acutangulum
Syzygium acutangulum là một loài thực vật có hoa trong Họ Đào kim nương. Loài này được Nied. miêu tả khoa học đầu tiên năm 1893.